# Telendos
Telendos (druhý pád Telendu) (řecky Τέλενδος) je řecký ostrov v souostroví Dodekanés v jihovýchodní části Egejského moře. Nachází se necelý 1 km západně od ostrova Kalymnos, s nímž tvoří jednu obec.

## Geografie
Ostrov má mírně protažený tvar ve směru východ západ. Rozloha ostrova je 4,648 km². Ostrov je převážně tvořen skalnatou horou Rachi, jejíž nejvyšší bod dosahuje nadmořské výšky 459 m. Její stěny spadají strmě do moře, zatímco vrchol je plochý a poskytuje výhledy horolezcům, kteří ostrov hojně navštěvují.

## Obyvatelstvo
V jihovýchodní části ostrova se nachází jediná vesnice. Stálých obyvatel k roku 2011 měla 94. Spojení zajišťuje vodní taxi z blízkého Myrties na ostrově Kalymnos.

## Vznik
Ostrov byl až do 6. století spojen s ostrovem Kalymnos. K oddělení došlo v důsledku série zemětřesení.